# 黑果枸杞
黑果枸杞（學名：Lycium ruthenicum），其果實俗稱做黑杞子，為茄科枸杞屬下的一種。黑果枸杞在藏藥裡稱“旁瑪”，它是繼冬蟲夏草之後人們所認知的又一高原奇珍，被稱作為黑珍珠，其在早年間還被收載於《四部醫典》、《晶珠草本》等藏藥經典著作中。
果實成熟後呈紫黑色。

## 分佈
黑枸杞主要分佈中华人民共和国的西藏、四川境內藏族自治區、青海、新疆、甘肅、陝西及中亞和部分歐洲地區。當中已知最西邊的產地位於亞美尼亞，西起近土耳其邊境的梅格里到南部Vayk之間海拔1100米處的鹽鹼土上或乾燥的斜坡上。在中国，以青海的產量較高。因為西藏及其他藏族自治區、新疆等地區的黑枸杞生長的環境較為艱苦，因此這些地區大部分都黑枸杞都為野生，目前除了少數藏藥廠在收採，大部分都沒有受到人為的種植和破壞。